# 安達與島村
《安達與島村》是日本作家入間人間的輕小說，前8卷由負責繪製插畫，第10卷起由raemz負責繪製插畫。於《電擊文庫MAGAZINE》第28期開始連載。
兩部同名漫畫分別連載於《GANGAN ONLINE》和《月刊Comic電擊大王》漫畫雜誌。2019年5月7日由电击文库宣布TV动画化，2019年10月在「電擊文庫 秋之生放送Festival」中公布預定2020年在TBS電視台放送。

## 故事大綱
女高中生安達與島村，在體育館二樓相遇便成為了朋友。兩人聊喜歡的電視節目或料理，偶爾打打乒乓球，培育名為友情的情感。在這之中，安達對島村抱持著特別的情感，安達對於自己心中萌生出的特殊情感相當苦惱，過著普通高中生活的安達與島村彼此的關係稍微改變。

## 登場人物
本作以第一人稱方式敘述，每節故事分別以安達、島村的視點進行。在各章节之间经常插入日野、永藤或岛村妹视点的附赠短篇。

### 主要人物
安達櫻（聲：鬼頭明里（動畫）/松嵜麗（有聲書））
本作主角。天秤座。左撇子，高中生，黑色中長髮，體型細瘦沒什麼曲線。小說第一人稱為私（私）。時常在上課時間翹課，是老師和學生公認的不良少女，但個性不差。某次在體育館二樓翹課結識島村，漸漸發覺自己喜歡她。長得漂亮體面，但對人態度非常冷淡，在國中時期有冰之雕像之稱。在中華料理餐廳打工，本人沒什麼興趣與物質慾望，打工純粹為了消磨時間，對於食物也沒有特殊喜好，經常面無表情的吃著東西，唯一可稱上喜歡的食物可能是水。
個性冷靜沉著且十分孤僻，唯獨面對島村時會展現少女且混亂的一面。經常為了如何接近島村而煩惱。常過度緊張或興奮導致奇怪的行為（下意識追尋島村、過度緊張到全身僵硬得像木偶等）。喜歡島村的一切，卻不喜歡看到島村與別人交流，對島村有著強烈的佔有慾，因此非常容易吃醋。與家裡的關係十分惡劣。
第一次聖誕約會在日野建議下送了茶葉Legend of Africa給島村當禮物。被島村認為像犬類，也曾在腦內幻想過當島村的狗。高二分班後仍與島村同班。在某次目擊到島村與別的女生親密地逛煙火大會時徹底崩潰，在電話中單方面宣洩累積已久的情緒，之後認知到自己的世界只需要島村一人。
在某次煙火大會向島村告白後交往。
島村抱月（聲：伊藤美來（動畫）/大橋步夕（有聲書））
本作主角。有點大而化之的女高中生。牡羊座，生日是4月10日。小說第一人稱為私（わたし）。初期染著一頭金色長髮（小說初設為栗色，後更改金色），因此被妹妹認定為不良少女。與安達一樣時常在上課時間翹課，但翹課程度沒有安達嚴重。由於這姓會讓人聯想到服飾品牌，所以本人對此非常不滿，並認為島崎之類的姓比較好。同性緣似乎很好但不自知，曾被占卜師指出有女難（犯女桃花運）。
沒有特別的興趣跟嗜好，對於物質慾望也不高，唯一稱得上的興趣大概是睡覺，即使夏天也會蓋著厚被子。非常怕冷且慵懶，也非常怕麻煩，平時會思考許多層面的事情，但對於一些問題也容易因為感到麻煩而果斷放棄深入追究。個性溫和，待人和善，給人好親近的感覺，但內心自覺對周遭的人事物其實不太關心，在人際關係上有一套自己的看法，對於受到他人的喜好跟親近會有些抗拒，經常下意識的與人保持距離感，曾被安達說過不會主動親近人這點像貓一樣。喜歡的食物是什錦燒、煎蛋。似乎喜歡動物，尤其是犬類，因為老家的狗的關係，對狗有著一定的情感。
小學時期活潑開朗又天真，中學開始孤僻叛逆，也因小學跟國中都與現今個性差距許多，因此不太願意直面以前的自己。有個怕生的小學生妹妹，被日野說過姊力很高，本人稱是因為照顧妹妹習慣了。讚賞安達的容顏，某次突然被安達誇獎很漂亮時，卻顯得不知所措。非常在意安達卻不自知，時常觀察著安達的行為，看事情的角度非常冷靜。擅於照顧別人（雖然本人認為很麻煩），唯獨對安達會有意無意地包容她（包括安達有時的古怪行為），在第一次聖誕節因永藤的強力推薦之下，送了迴力鏢給安達當聖誕禮物。在情人節時參加猜字有獎的活動，並寫了訊息給安達。高二分班後仍與安達同班。口頭禪是「算了，不管那麼多了」，經常是在放棄思考時說出。
在某次煙火大會被安達告白後同意交往。於修學旅行時被潘喬點出自己其實很重視安達，並與安達約定十年後兩人要出國旅行。
日野晶（聲：沼倉愛美）
金牛座。安達與島村的同班同學，是島村的朋友，跟永藤從幼稚園結識後就一直同班至今，兩人的關係也非常要好，時常會動手摸永藤的胸部。興趣是釣魚。功課不錯。有著時常遇到「怪人」的體質，將知我麻社介紹給島村的人就是日野。生在會平時穿著和服的大戶人家，每年都會出國玩。有四個與自己年齡差距頗大的哥哥們，因為不習慣家中的正經氣氛，而時常跑去待在永藤家。每年都會與永藤交換情人節巧克力。高二分班後仍與永藤同班。
永藤妙子（聲：上田麗奈）
處女座。家裡開肉店。與日野是從幼稚園就結識的青梅竹馬，和島村是朋友。是個巨乳眼鏡，比島村還天然呆，說話模式非常跳痛，有時會令人難以接續。據島村指稱，戴眼鏡的永藤會比平常外表聰明三倍。常被父親評價幫不上忙。對於周圍投射過來的視線相當煩惱（主要是針對胸部），被日野開玩笑觸碰胸部時會回擊。記憶力差，但功課不錯。在學校有參加社團，但連日野都不知道永藤參加什麼社團。對迴力鏢異常執著，是安達收到迴力鏢的罪魁禍首。只喜愛甜食、咖哩與漢堡排。每年都會與日野交換情人節巧克力。高二分班後仍與日野同班。
知我麻社（聲：佐伯伊織）
日野在釣魚池遇到的「怪人」。穿著太空服像小學生的少女，自稱是宇宙人、未来人，年齡有680歲左右（本人似乎無法給出正確數字），外貌相當可愛，有著會散發出粒子的水藍色頭髮和眼睛，據本人說法她的臉本來是要參考同胞（星宮社）做成，但卻不小心模仿成同胞身旁的人（藤和艾莉歐）。說話的用字遣詞參考著電視時代劇，在看漫畫時會將台詞唸出口藉以學習日語。本身個性天真好動，但有時又會在島村姐妹面前展現出自大又囂張的一面，跑步時會將雙手往前伸直，因個性跟跑姿一樣，時常讓島村聯想到小時候的自己。本人稱來地球尋找「同胞」（ドーホー），但也聲稱她與島村之間有著「命運」的牽引，常常說出有模有樣的大道理，並會在島村思考人生時成為引導她的存在。經常在街上到處玩耍。認為島村散發的波長很棒，所以非常親近島村，這也讓安達產生對抗心。非常喜歡吃甜食，自從與島村結識並被餵食後，時常出現在她家中，島村的家人也對這位來路不明的小孩有著莫名的包容力，似乎是被當成家人、朋友或寵物這種矛盾關係接納著。島村妹妹非常喜歡她，她們的關係有時就像是朋友又像是姐妹一樣。十年後的外貌身型與現在沒有差距。在遙遠的未來，似乎仍遵守著她與島村之間的某個重要約定。

### 其他人物
樽見（聲：茅野愛衣）
島村從幼稚園就認識的青梅竹馬好友。有著一頭冷色系頭髮。對彼此稱呼「小島」（しまちゃん）和「小樽」（たるちゃん），小時候經常跟在島村後面，喜歡如彈珠類的閃亮亮的東西。在兩人國中分校以後便開始疏遠（原設定為小學分班疏遠），在升上高二前的二月偶然相遇，並希望兩人能恢復以前的好友關係。國中時代也是個有名的不良少女。重逢後與島村的第一次出遊，卻因兩人許久沒見面對現在的彼此不熟悉，導致氣氛中有著一股隔閡感，最終分別時，在島村一陣糾結後才終於跨出一步主動喊了小樽，這才稍微捨回兩人過去的一點兒時羈絆。第二次出遊後，樽見積極許多，並表明想了解「現在的島村」以及「再當一次朋友吧」的宣言，跟島村相約買了相同掛件湊成一對一起掛在書包上。與島村重逢後開始學習畫圖，練習主要畫的參考對象是照片的「小島」，之後約島村出來當模特兒，當島村看見成品後，發現畫上的臉部表情根本是小時候的自己而不是現在的自己。煙火大會邀島村一起逛，曾在島村被占卜師指出有女難時表情凝重，疑似對島村有著朋友以上的情感。
岛村良香（聲：川澄绫子）
岛村的母亲。性格十分活泼，经常去健身房锻炼身体。對女兒的個性聊若指掌，讓島村感到難以應付。為人十分開明，也常用小孩子氣的行為捉弄島村。某次與安達母親在健身房相遇後，就非常的中意她，並使力糾纏而讓安達母親感到頭痛。
岛村父
岛村的父亲。有一辆白色的汽车。安達認為島村有時會顯露出傻里傻氣的天然呆模樣可能就是遺傳自父親。
岛村妹（聲：田中贵子）
岛村的妹妹。是小學生，喜歡生物，在學校是飼育股長。經常在島村面前用很了不起的姿態去批論姐姐的行為，但其實對島村的佔有慾非常高，有傲嬌姐控的傾向。個性非常怕生，曾经在看到拜访岛村家的安达后逃跑，並對安達有著競爭意識。和島村住在同一間房間。據島村母親指稱，妹妹在外會戴起乖寶寶面具，但面對島村時則變成調皮又囂張的妹妹。會對島村使出必殺技攻擊。和知我麻社关系很好，两人以「小社」（ヤチー）和「小同学」（しょーさん）互称，知我麻社預言16年後她會發現一個「大東西」。
安达赤华（聲：伊藤静）
安达的母亲。和女儿的关系极差。经常去健身房，曾與島村在健身房相遇，當她以「麻煩的孩子」形容安達時，讓島村感到極為不舒服因此頂撞回去，並在三溫暖下戰帖要求安達母親當一天的好媽媽，事後也確實照著約定當了「一天」的好母親，讓島村感覺到安達母親其實也是個格外耿直的人。一年後，偶然在健身房被島村母親認出是安達的媽媽後，就馬上被糾纏一通，但隨即也認出這人應該是當初在健身房要求與她決勝負的人的母親，並感嘆原來女兒安達也有交到朋友。最後與島村母親互報姓名、電話，即使嫌煩人，仍接受了被島村母親邀約到島村家參加聖誕節晚餐，並在島村母親的催促之下，對女兒安達說出了一句關心的言詞。
永藤父
永藤的父親。永藤肉店老闆。時常對女兒幫不上忙而出口抱怨。有時島村會被母親叫去肉店跑腿，也因為是女兒朋友的關係會與島村打招呼。
永藤母（聲：佐藤利奈）
永藤的母親。
日野父　
日野的父親。被日野家招贅的女婿。有四個兒子一個女兒。
日野母（聲：桑島法子）
日野的母親。日野家的獨生女，與日野父生了四個兒子一個女兒。
桑喬（聲：佐佐木未來）
是島村二年級認識的同班同學。本名不詳，桑喬為島村取的綽號。她與德洛斯、潘喬為三人組，三人組基本都以她為首向島村發出一起吃飯的邀請。
德洛斯（聲：小澤麗那）
是島村二年級認識的同班同學。本名不詳，德洛斯為島村取的綽號。與桑喬、潘喬為三人組。
潘喬（聲：稗田寧寧）
是島村二年級認識的同班同學。與安達同一所中學。本名不詳，潘喬為島村取的綽號。她與桑喬、德洛斯為三人組。對島村指稱安達相較於國中時期給人的氛圍變了。在修學旅行時，曾好奇詢問島村與安達之間的交往關係，在交談一番後，點醒了島村對於安達早已中意的認知。對島村與安達的個性掌握十分精準。有在鍛鍊肌肉。
中華料理店店長（聲：白石涼子）
安達打工的中華餐廳老闆娘，是一名台灣人。走路姿勢像企鵝。講日語的腔調很不標準，必要時會裝作聽不懂日語。有時會跳著奇怪的舞蹈。以「因為妳很年輕」的說法讓安達穿著旗袍當制服打工。
通靈人（聲：福原香織）
戀愛星座占卜節目的占卜師，在節目中會狂亂地跳起舞蹈。
安達的初中同學　
本名不詳。與安達同一所中學的同班同學，以櫻同學（桜さん）稱呼安達。與安達一同擔任圖書委員，常在值班時偷偷觀賞著安達的側臉。內心十分想跟安達成為朋友，卻因安達難以接近的冷漠態度而不得其門。
图书少女（聲：花泽香菜）
独自一人来到体育馆二楼读书的少女，腿很长。安达后来翻阅了她遗落的作家橘川英次的小说。
占卜師（聲：日野麻里）
算命通靈師，疑似神棍。年約25歲的女性。頭上披著紫色的面紗，臉頰常駐泛紅。專攻手相占卜。會到處擺攤子替人算命，曾對安達指出其缺乏勇氣，並要她在街上大喊「我不會逃避」。在煙火大會上販賣開運章魚燒，對來逛煙火大會的島村指出其有犯女難的徵兆。
中山（暫定）　
為島村在同一所中學的籃球社學妹。第一人稱為私（あたし）。本名不詳，因島村不擅長記人名字而取了中山（暫定），但通常以後輩稱呼她，本人則稱呼島村為『學姐（先輩）』。與島村為不同高中，仍參加籃球社，在高中後與島村偶然見面時，指出島村的個性與中學相比似乎變圓滑許多。
島村的中學學妹　
為島村在同一所中學的籃球社學妹。第一人稱為私（わたし）。因島村不擅長記人名字所以本名不詳。稱呼島村為學姐（せんぱい）。中學時代，在某次島村練球時故意留下來看她練習，並在過程中對島村調侃一番，回家路上對島村說了因為沒什麼交情，反而可以隨性地交談，同樣地，對島村來說，像這樣與人保持著一定的距離感相處起來十分舒坦，某種程度影響了島村高中的性格。曾因為坐著不小心被島村看到內褲，而對島村大喊「搞H？」、「性騷擾」。
小剛
島村外婆家所養的狗。年事已高，左眼有白內障，患有重聽。為島村從小最珍愛的朋友之一，感情十分要好。

## 出版書籍

### 小說
| 冊數 | ASCII Media Works | ASCII Media Works      | 台灣角川       | 台灣角川               |
| 冊數 | 初版發售日期      | ISBN                   | 初版發售日期   | ISBN                   |
| ---- | ----------------- | ---------------------- | -------------- | ---------------------- |
| 1    | 2013年3月10日     | ISBN 978-4-04-891421-5 | 2014年3月27日  | ISBN 978-986-325-842-1 |
| 2    | 2013年9月10日     | ISBN 978-4-04-891960-9 | 2014年10月8日  | ISBN 978-986-366-181-8 |
| 3    | 2014年8月9日      | ISBN 978-4-04-866777-7 | 2015年5月20日  | ISBN 978-986-366-512-0 |
| 4    | 2015年5月9日      | ISBN 978-4-04-865115-8 | 2016年1月27日  | ISBN 978-986-366-902-9 |
| 5    | 2015年11月10日    | ISBN 978-4-04-865505-7 | 2016年9月22日  | ISBN 978-986-473-284-5 |
| 6    | 2016年5月10日     | ISBN 978-4-04-865946-8 | 2017年8月10日  | ISBN 978-986-473-680-5 |
| 7    | 2016年11月10日    | ISBN 978-4-04-892517-4 | 2018年2月12日  | ISBN 978-957-564-038-5 |
| 8    | 2019年5月10日     | ISBN 978-4-04-912383-8 | 2020年6月4日   | ISBN 978-957-743-808-9 |
| 9    | 2020年10月10日    | ISBN 978-4-04-913128-4 | 2021年8月25日  | ISBN 978-986-524-717-1 |
| 10   | 2021年9月10日     | ISBN 978-4-04-913998-3 | 2022年4月27日  | ISBN 978-626-321-341-8 |
| 11   | 2022年12月9日     | ISBN 978-4-04-914689-9 | 2023年6月21日  | ISBN 978-626-352-593-1 |
| SS   | 2023年11月10日    | ISBN 978-4-04-915346-0 | 2024年10月10日 | ISBN 978-626-400-634-7 |
| 99.9 | 2023年11月10日    | ISBN 978-4-04-915347-7 | 2025年2月17日  | ISBN 978-626-415-271-6 |
| 12   | 2024年11月8日     | ISBN 978-4-04-915981-3 |                |                        |
| SS2  | 2024年11月8日     | ISBN 978-4-04-915982-0 |                |                        |

### 漫畫
作画版《安达与岛村》
原作：入間人間；角色原案：；作画：
2016年4月4日至2017年9月4日连载于GANGAN ONLINE，以四格漫画的形式改编了原作前三卷内容。单行本全三卷，由史克威爾艾尼克斯出版。在台湾由東立出版社代理出版。
| 冊數 | 史克威爾艾尼克斯 | 史克威爾艾尼克斯       | 東立出版社     | 東立出版社             |
| 冊數 | 發售日期         | ISBN                   | 發售日期       | ISBN                   |
| ---- | ---------------- | ---------------------- | -------------- | ---------------------- |
| 1    | 2016年12月22日   | ISBN 978-4-7575-5188-6 | 2020年3月6日   | ISBN 978-957-26-3387-8 |
| 2    | 2017年6月9日     | ISBN 978-4-7575-5346-0 | 2020年10月30日 | ISBN 978-957-26-3388-5 |
| 3    | 2017年12月22日   | ISBN 978-4-7575-5523-5 | 2020年12月17日 | ISBN 978-957-26-3389-2 |

作画版《安达与岛村》
原作：入間人間；角色原案：；作画：
2019年5月起在《月刊Comic電擊大王》连载，单行本由KADOKAWA出版。中国大陆授权哔哩哔哩漫画网络连载。
| 冊數 | KADOKAWA       | KADOKAWA               |
| 冊數 | 發售日期       | ISBN                   |
| ---- | -------------- | ---------------------- |
| 1    | 2019年11月27日 | ISBN 978-4-04-912870-3 |
| 2    | 2020年10月10日 | ISBN 978-4-04-913482-7 |
| 3    | 2021年5月27日  | ISBN 978-4-04-913811-5 |
| 4    | 2022年2月26日  | ISBN 978-4-04-914265-5 |
| 5    | 2023年6月27日  | ISBN 978-4-04-915103-9 |
| 6    | 2024年7月26日  | ISBN 978-4-04-915842-7 |
| 7    | 2025年6月27日  | ISBN 978-4-04-916450-3 |

官方漫画精选集
參加作家：柚原もけ、くもすずめ、結野ちり、有馬、majoccoid、水崎弘明、吉北ぽぷり、ノッツ、夏師、華沢寛治
於2020年11月9日由KADOKAWA出版。
| 冊數 | KADOKAWA      | KADOKAWA               |
| 冊數 | 發售日期      | ISBN                   |
| ---- | ------------- | ---------------------- |
| 1    | 2020年11月9日 | ISBN 978-4-04-913520-6 |

## 电视动画
2020年10月8日起在TBS电视台播出。

### 制作人员
- 原作：入间人间
- 原作插画：
- 监督：桑原智
- 系列构成：大知庆一郎
- 脚本：大知庆一郎、森田真由美
- 人物设定：金子志津枝
- 总作画监督：氏家章雄、丰田晓子、薄谷荣之、神谷美也子、森田莉奈
- 音响监督：本山哲（日语：本山哲 (音響監督)）
- 音乐：田渕夏海（日语：田渕夏海）、中村巴奈重（日语：中村巴奈重）、櫻井美希（日语：櫻井美希）
- 音乐制作：日音（日语：日音）
- 美术监督：齐藤雅己
- 色彩设计：油谷由美
- 摄影监督：志村豪（T2 Studio）
- 剪辑：内田涉（Conquest）
- 动画制作：手塚製作公司[54][55]

### 主题曲
片头曲《與妳相遇之日》（君に会えた日）
主唱：安达与岛村（鬼头明里、伊藤美来）；作词：Uqui；作曲：MAH；編曲：MAH、UNA
片尾曲《在妳身邊》（キミのとなりで）
主唱：鬼头明里；作词：兒玉沙織；作曲、編曲：伊藤翼
插曲《旋轉木馬》（メリーゴーランド）
主唱：安达与岛村（鬼头明里、伊藤美来）；作词、作曲、編曲：RIRIKO
第4話插曲。

### 各話列表
| 話数   | 標題                    | 劇本       | 分鏡            | 演出       | 作畫監督                                                           | 首播日期       |
| ------ | ----------------------- | ---------- | --------------- | ---------- | ------------------------------------------------------------------ | -------------- |
| 第1話  | 校服PingPong            | 大知慶一郎 | 桑原智          | 吉村文宏   | 薄谷榮之 五月麻帆 Lee Min-bae 烏克麗麗善似郎                       | 2020年 10月9日 |
| 第2話  | 安達Question            | 大知慶一郎 | 桑原智          | 岩本康雄   | 蓮生霞 米本奈苗 内田裕 Kim Bo-kyung Song Jin-hee 陳達理            | 10月16日       |
| 第3話  | 等腰Triangle            | 大知慶一郎 | 桑原智          | 鈴木卓夫   | 大塚八愛 笛木優奈 Lee Min-bae                                      | 10月23日       |
| 第4話  | 女高中生Holiday         | 森田真由美 | 桑原智          | 川西泰二   | Hwang Young-sik Jung Joo-wang Lee Min-bae Hong Yoo-mi Kim Bo-kyung | 10月30日       |
| 第5話  | 安达之Q                 | 森田真由美 | 桑原智          | 矢花馨     | 岩崎令奈 飯泉俊臣 吉田翔太 青野厚司 千葉孝幸 小川浩司 吉田肇       | 11月6日        |
| 第6話  | White Album             | 大知慶一郎 | 吉村文宏 桑原智 | 山本隆太   | Park Eun-a Jang Sang-mi Jung Jin-young Han Eun-mi                  | 11月13日       |
| 第7話  | 請選擇與我相符的巧克力  | 大知慶一郎 | 桑原智          | 山内東生雄 | Hong Yoo-mi Ryu Seung-chul Hwang Il-jin                            | 11月20日       |
| 第8話  | 編織故去的荊棘 古典玫瑰 | 森田真由美 | 桑原智          | 吉村文宏   | Lee Min-bae Kim Bo-kyung Beat                                      | 11月27日       |
| 第9話  | 然後擁抱聖母的愛 金盞花 | 大知慶一郎 | 桑原智          | 山本隆太   | 烏克麗麗善似郎 大塚八愛 興村忠美 Lee Min-bae 劉泉 Beat             | 12月4日        |
| 第10話 | 櫻與春 春與月           | 大知慶一郎 | 吉村文宏 桑原智 | 前園文夫   | Lee Min-bae Kim Bo-kyoung Song Jin-hee Hwang Young-sik Beat        | 12月11日       |
| 第11話 | 月與決心 決心與友人     | 森田真由美 | 桑原智          | 波多正美   | 米本奈苗 劉泉 諸葛子敬 Beat                                        | 12月18日       |
| 第12話 | 友人與愛 愛與櫻         | 大知慶一郎 | 桑原智          | 吉村文宏   | Lee Min-bae Kim Bo-kyoung Song Jin-hee Hwang Young-sik Beat        | 12月25日       |

### 播放电视台
日本深夜動畫：下文記載的日本国内播放時間使用日本標準時間（UTC+9）表示。因為部分時間标识會採用30小时制，因此請留意这类超过24:00的时间，其實際播放時間為翌日清晨。
| 播放地區   | 播放電視台    | 播放日期                     | 播放時間（UTC+9）         | 所屬聯播網 | 備註     |
| ---------- | ------------- | ---------------------------- | ------------------------- | ---------- | -------- |
| 關東廣域圈 | TBS電視台     | 2020年10月8日－12月24日      | 星期四 25時58分－26時28分 | TBS電視網  | 製作局   |
| 日本全國   | BS11          | 2020年10月9日－12月25日      | 星期五 11時30分－12時00分 | 衛星電視   | 製作協力 |
| 日本全國   | TBS Channel 1 | 2020年10月18日－2021年1月3日 | 星期日 25時30分－26時00分 | 衛星電視   |          |

### BD/DVD
| 卷數 | 發售日        | 收錄話         | 規格編號   | 規格編號   |
| 卷數 | 發售日        | 收錄話         | BD         | DVD        |
| ---- | ------------- | -------------- | ---------- | ---------- |
| 1    | 2020年12月2日 | 第1話－第3話   | PCXP-50801 | PCBP-54381 |
| 2    | 2021年1月6日  | 第4話－第6話   | PCXP-50802 | PCBP-54382 |
| 3    | 2021年2月3日  | 第7話－第9話   | PCXP-50803 | PCBP-54383 |
| 4    | 2021年3月3日  | 第10話－第12話 | PCXP-50804 | PCBP-54384 |

### 評價
2021年1月3日，動畫新聞網的Rebecca Silverman發表了一篇對改編電視動畫的評價。其中提到「該部作品劇情安排巧妙」但「使動畫節奏有點拖沓」，還有「美術製作精緻」、「音樂令人愉快」等評語，並給予該作整體評分B-。

## 外部連結
- 安達與島村｜電擊文庫官方網站 （页面存档备份，存于）（日語）
- 電視動畫《安達與島村》TBS電視台節目表專頁 （页面存档备份，存于）（日語）
- 安達與島村官方的X（前Twitter）（日語）